# Miloš Vojta
Miloš Vojta, křtěný Matěj (8. února 1862 Náchod u Tábora – 13. dubna 1935 Praha) byl český a československý politik, poslanec Říšské rady a Revolučního národního shromáždění za agrárníky.

## Biografie
Vystudoval gymnázium v Táboře, od roku 1881 pracoval na praxi na poštovním úřadě v Urfahru u Lince, poté ve Voklabrucku, Opočně a Mladé Vožici. V roce 1886 byl jmenován administrátorem pošty v Bernardicích, roku 1893 poštmistrem. Od roku 1887 zde byl i členem obecního zastupitelstva. Byl také členem okresního výboru v Bechyni. V roce 1887 usedl do funkce místopředsedy hospodářského spolku v Bernardicích. Byl také čestným členem hasičského sboru a spoluzakladatelem Raiffeisenovy záložny. V roce 1888 v Bernarticích na Písecku spoluzakládal Čtenářsko-ochotnickou jednotu Tyl.
Politicky aktivní byl již za Rakouska-Uherska. V zemských volbách roku 1901 byl zvolen na Český zemský sněm za mladočechy. Zastupoval kurii venkovských obcí, obvod Milevsko.
Ve volbách do Říšské rady roku 1907 se stal poslancem Říšské rady (celostátní parlament), kam byl zvolen za okrsek Čechy 072. Usedl do poslanecké frakce Klub českých agrárníků. Opětovně byl zvolen za týž obvod i ve volbách do Říšské rady roku 1911 a ve vídeňském parlamentu setrval do zániku monarchie.
Od roku 1918 zasedal v československém Revolučním národním shromáždění za Republikánskou stranu československého venkova. Byl profesí poštmistrem v domovských Bernarticích.
Po vzniku Československa se stal vysokým úředníkem ministerstva zemědělství. Byl autorem předlohy zákona o dobytčím a krupobitním pojištění a publikoval na toto téma několik odborných spisů. Zemřel v roce 1935 v Praze na Královských Vinohradech.